# Fútbol Club Cartagena - La Unión
El FC Cartagena-La Unión fue un club de fútbol de España, de la ciudad de La Unión en la Región de Murcia. Fue fundado en el año 2000, y desapareció en el 2011.

## Historia
El primer club de la ciudad fue el CD La Unión, fundado en 1959 y que desapareció en 1975. Se denominó Deportivo Unionense hasta el año 1965 y militó en Tercera División tres temporadas. Tras este nació La Unión Athlétic en 1972, que llegó a militar en Tercera otras tres campañas. En 1995 se fusiónó con el Efesé Cartagena Deportivo para formar el Efesé-Unión CF Cartagena, que después cambió su nombre a Cartagena Atlético.
Posteriormente otro CD La Unión se fundó en el año 2000. Tras dos temporadas en Primera Territorial consigue el ascenso a Preferente. El primer año consigue la permanencia con algunos apuros y la temporada siguiente, la 2003/04, se proclama campeón, consiguiendo así el ascenso a Tercera División. Debuta en la categoría con un 15º puesto y posteriormente lucha todas las temporadas con alcanzar un puesto en play-off. 
La temporada 2008/09 lo consigue por primera vez en la antepenúltima jornada al ganar por 3-0 al Jumilla en casa. Eliminó al Rayo Majadahonda que fue su primer rival en la primera eliminatoria de ascenso, empatando el primer partido 1-1 en La Unión y ganando en el Cerro del Espino por 0-1. En la segunda eliminatoria es eliminado por el Noja.
Para la temporada 2009/10 pasa a ser equipo filial del FC Cartagena, además cambia su nombre a FC Cartagena-La Unión. Casimiro Torres se convierte en el entrenador.
En la temporada 2010/2011 se clasifica en 4ª posición para los play off de ascenso, siendo eliminado en la primera eliminatoria contra la CF Montañesa, por 1-1 en la ida disputada en el Estadio Cartagonova y 1-0 en la vuelta. Los goles del equipo catalán fueron ambos de penaltis muy discutidos. Al terminar la temporada el acuerdo de filialidad con FC Cartagena no se renueva y el club desaparece al no poder hacer frente a los gastos de un equipo de Tercera.

## Uniforme
- Uniforme titular: Camiseta blanquiazul a rayas verticales, pantalón azul, medias azules.
- Uniforme alternativo: Camiseta carmesí, pantalón carmesí, medias carmesíes.

### Evolución del uniforme
| 2000 - 2009 | 2009 - 2010 | 2010 - 2011 |

## Jugadores

### Plantilla 2010/11
Actualizado el 28 de enero de 2011

## Datos del club
- Temporadas en Primera División: 0
- Temporadas en Segunda División: 0
- Temporadas en Segunda División B: 0
- Temporadas en Tercera División: 6
- Mejor puesto en la liga: 3º (Tercera División de España, temporada 2008/09).
- Peor puesto en la liga: 15º (Tercera División de España, temporada 2004/05).

## Palmarés
- Territorial Preferente (1): 2003/04